# David Zayas
David Zayas (ur. 15 sierpnia 1962 w Portoryko) – portorykańsko-amerykański aktor telewizyjny i filmowy, odtwórca m.in. roli sierżanta Angela Batisty w serialu stacji Showtime pt. Dexter.

## Życiorys
Urodził się w Portoryko, ale wyemigrował do USA i wychował się już na Bronksie. Od wczesnego dzieciństwa był zapalonym miłośnikiem filmów. Jednak po skończeniu szkoły średniej, aby utrzymać rodzinę, rozpoczął pracę w służbach porządkowych jako nowojorski policjant. 
Szybko dostrzeżono jego talent i zaczął grywać w różnych sztukach. W 1992 zasilił szeregi LABirynth Theatre Company, w którym gra do dziś. W telewizji często występował w rolach policjantów. Ma on na swoim koncie zarówno role czarnych charakterów, jak i te komediowe. Oprócz grania w serialach o tematyce policyjnej (The Beat) czy też więziennej (Oz), Zayasowi udało się zagrać małe role w kilku hollywoodzkich produkcjach (16 przecznic, The Savages, Michael Clayton)
Występuje zarówno na Broadwayu, jak i podkłada głos w grach komputerowych. Można go także oglądać w przedstawieniach offowych. Za rolę sierżanta Angela Batisty otrzymał nagrodę Satellite.

## Wybrana filmografia
- 2002: CSI: Kryminalne zagadki Miami (CSI: Miami) jako Ben Porterson
- 2003: Niezwyciężony (Undefeated) jako Paulie
- 2005: Chłopaki z Bristolu (Bristol Boys) jako detektyw Benson
- 2006: Dexter jako Angel Batista
- 2007: Michael Clayton jako detektyw Dalberto
- 2008: 13 jako detektyw Larry Mullane
- 2010: Niezniszczalni (The Expendables) jako generał Garza
- 2010: Skyline jako Oliver
- 2014: Annie jako Lou